# Вестра Јеталанд (округ)
Округ Вестра Јеталанд (швед. Västra Götalands län) је округ у Шведској, у западном делу државе. Седиште округа је град Гетеборг, а значајан је и град Борос.
Округ је основан 1998. године.

## Положај округа
Округ Вестра Јеталанд се налази у западном делу Шведске. Њега окружују:
- са севера: Округ Вермланд,
- са североистока: Округ Еребру,
- са истока: Округ Естерготланд,
- са југоистока: Округ Јенћепинг,
- са југа: Округ Халанд,
- са запада: Северно море (Скагерак),
- са северозапада: Норвешка.

## Природне одлике
Рељеф: У округу Вестра Јеталанд преовлађују нижа подручја. Западну половину округа чини равничарско до благо заталасано подручје до 100 метара надморске висине. На истоку је побрђе до 300 метара надморске висине.
Клима: У округу Вестра Јеталанд влада блажи облик континенталне климе под утицајем Атлантика (Голфска струја).
Воде: Вестра Јеталанд је приморски округ у Шведској, јер га Северно море, тачније залив Скагерак, запљускује са запада. Морска обала је веома разуђена, са много острваца и малих залива. У унутрашњости округа постоји низ ледничких језера, од којих је највеће Венерн, највеће у Шведској и целој ЕУ. На истоку округа налази и језеро Ветерн, друго по величини у Шведској. Најважнији водотоци у округу су реке Гета и Еран.

## Историја
Подручје данашњег округа у целости покрива историјске области Западни Јетланд, Бохуслен и Далсланд.
Данашњи округ основан је 1998. године, спајањем три дотадашња округа на датом простору.

## Становништво
По подацима 2011. године у округу Вестра Јеталанд живело је близу 1,6 милиона становника, па је то други по многољудности округ у држави. Последњих година број становника расте.
Густина насељености у округу је преко 66 становника/km², што је готово три више од државног просека (23 ст./km²). Међутим, део око града Гетеборга на југозападу је много боље насељен него унутрашњост на истоку и северу округа.

## Општине и градови
Округ Вестра Јеталанд има 49 општина (највише у држави). Општине су:
| - Але - Алингсос - Бенгтсфорс - Болебигд - Борос - Вара - Венерсборј - Воргорда - Гетеборг - Гетене - Гресторп - Гулспонг - Далс-Ед | - Екере - Есунга - Карлсборј - Кунгелв - Лерум - Лидћепинг - Лила Едет - Лисекил - Маријестад - Марк - Мелеруд - Мелндал - Мункедал | - Омол - Оруст - Партиле - Свенјунга - Скара - Сотенес - Стенунгсунд - Стремстад - Танум - Теребода - Тибро - Тидахолм - Тјерн | - Транемо - Тролхетан - Удевала - Урликехамн - Фалћепинг - Фергеланда - Херида - Херјунга - Хјо - Шевде |

Градови (тачније „урбана подручја") са више од 15.000 становника:
- Гетеборг - 550.000 становника.
- Борос - 66.000 становника.
- Тролхетан - 46.000 становника.
- Мелндал - 37.000 становника.
- Партиле - 35.000 становника.
- Шевде - 34.000 становника.
- Удевала - 31.000 становника.
- Лидћепинг - 26.000 становника.
- Алингсос - 24.000 становника.
- Кунгелв - 23.000 становника.
- Венерсборг - 22.000 становника.
- Лерум - 17.000 становника.
- Маријестад - 16.000 становника.
- Фалћепинг - 16.000 становника.
- Мелнлике - 15.000 становника.
- Кина - 15.000 становника.
- Скара - 11.000 становника.